# Mistrzostwa Oceanii w Judo 2016
29. Mistrzostwa Oceanii w judo odbywały się w dniu 8 kwietnia 2016 roku w Canberze. W tabeli medalowej tryumfowali judocy z Australii.

## Klasyfikacja medalowa
| Miejsce | Państwo             |    |    |   | Razem |
| ------- | ------------------- | -- | -- | - | ----- |
| 1       | Australia           | 10 | 5  | 1 | 16    |
| 2       | Nowa Zelandia       | 3  | 2  | 3 | 8     |
| 3       | Polinezja Francuska | 0  | 3  | 1 | 4     |
| 4       | Nowa Kaledonia      | 0  | 2  | 2 | 4     |
| 6       | Fidżi               | 0  | 1  | 0 | 1     |
| 7       | Nauru               | 0  | 0  | 1 | 1     |
| Razem   | Razem               | 13 | 13 | 8 | 34    |

## Medaliści

### Mężczyźni
| Konkurencja:   | Złoto:           | Srebro:        | Brąz:                         |
| −60 kg         | Josh Katz        | Yvan Shan      | ----                          |
| −66 kg         | Nathan Katz      | David Mai      | Jason Appavou Cedric Delanne  |
| −73 kg         | Jake Bensted     | Gaston Lafon   | Flavien Dekoninck Adrian Leat |
| −81 kg         | Eoin Coughlan    | Josateki Naulu | Ivica Pavlinic                |
| −90 kg         | Sebastian Temesi | Diego Barreto  | Tim Brew Ovini Uera           |
| −100 kg        | Duke Didier      | Jason Koster   | ----                          |
| powyżej 100 kg | Nicolas Berard   | Jérémy Picard  | Jake Andrewartha              |

### Kobiety
| Konkurencja: | Złoto:            | Srebro:         | Brąz: |
| −48 kg       | Chloe Rayner      | Emma Rouse      | ----  |
| −52 kg       | Justine Bishop    | Hannah Trotter  | ----  |
| −57 kg       | Darcina Manuel    | Emeline Kaddour | ----  |
| −63 kg       | Katharina Haecker | Maeve Coughlan  | ----  |
| −70 kg       | Moira de Villiers | Aoife Coughlan  | ----  |
| −78 kg       | Miranda Giambelli | Melanie Wallis  | ----  |